# Gašper Koritnik
Gašper Koritnik, slovenski nogometaš, * 6. januar 2001, Trbovlje.
Koritnik je profesionalni nogometaš, ki igra na položaju napadalca. Od leta 2024 je član avstrijskega kluba Oedt. Pred tem je igral za slovenske klube Celje, Fužinar, Krko in Krško, nemški Rot-Weiß Weiler in avstrijski Wolfurt. Skupno je v prvi slovenski ligi odigral 23 tekem in dosegel tri gole, v drugi slovenski ligi pa 39 tekem in pet golov. Bil je tudi član slovenske reprezentance do 17 let.